# José Javier Espinosa

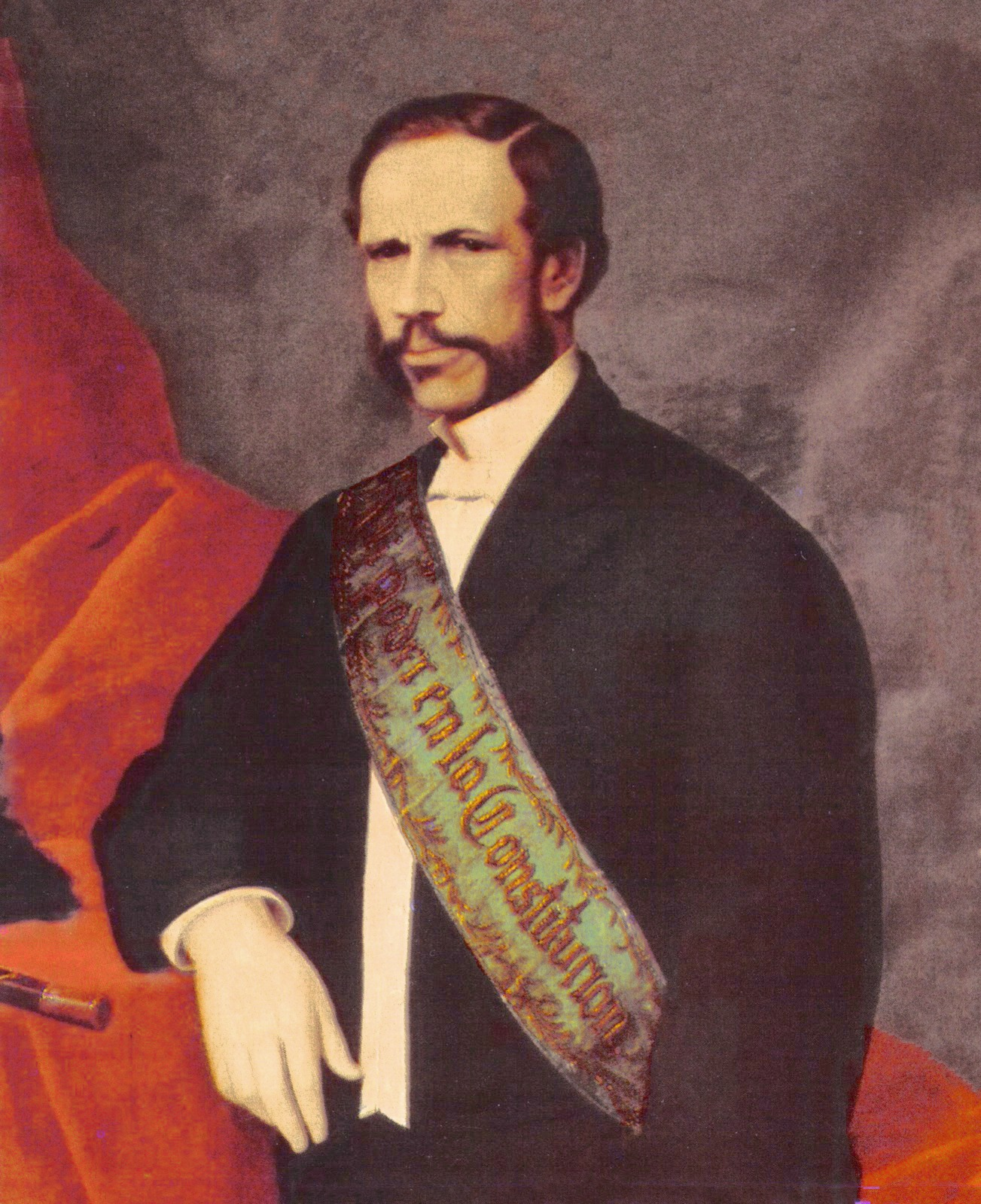
José Javier Espinosa

José Manuel Francisco Javier Espinosa y Espinosa de los Monteros (Quito, 2 december 1815 - Quito, 4 september 1870), was een Ecuadoraans politicus en president.
José Javier Espinosa was betrokken bij de staatsgreep die president Jerónimo Carrión op 6 november 1867 ten val bracht. De couppleger waren van oordeel dat aanhangers van oud-president, generaal José María de Urbina, een revolutie wilden ontketenen en dat Carrión dan niet krachtdadig genoeg zou optreden. Espinosa werd op 20 januari 1868 - als opvolger van interim-president Pedro José de Arteta - president van Ecuador. Zijn voornaamste taak was rust te brengen in het door spanningen geteisterde land. Sinds het aftreden van president Gabriel García Moreno (1865) was het onrustig in Ecuador. Espinosa slaagde hierin niet, en García Moreno keerde van Peru (hij was daar gezant) naar Ecuador terug (januari 1869). Hij presenteerde zich als de persoon die de rust zou herstellen. De conservatieven, die Espinosa tot dan toe steunden, begonnen vanaf dat moment García Moreno steunen. Op 19 januari 1869 trad Espinosa als president terug. García Moreno werd door de Nationale Vergadering tot zijn opvolger gekozen.
In 1870 overleed Espinosa.